# 青女房
青女房（あおにょうぼう）とは、貴人に仕える年若く身分のさほど高くない女官のこと、あるいは公卿の家に仕える六位の青侍の妻のことで、生女房（なまにょうぼう）ともいった。
藤原俊成の女子の一人は系譜上に「二条殿青女房」と記されている。
九条兼実の日記『玉葉』にある南都のある青女房が神のお告げを発した話、また『源平盛衰記』にある長谷部信連が御所の青女房のもとに通う話などが文献に散見する。

## 車副の青女房
能『葵上』（あおいのうえ）の古式（古い演出）では、シテの六条御息所（ろくじょうのみやすんどころ）の侍女としてツレに車副の青女房（くるまぞえの あおにょうぼう）という登場人物が舞台に現れるものがあった。
照日の巫女（てるひのみこ）が葵上を苦しめる霊の正体を見るため祈祷すると、破れ車（壊れた女車）に乗った貴人とその車のお供をしながらさめざめと泣く青女房が現われる。『源氏物語』にある「車争い」を連想させることで霊の正体が六条御息所であることが観客にわかるようにした演出である。しかし登場人物が煩雑になるためか、現行の演出では巫女の神がかりの台詞上のみでの登場となり、青女房や車のつくりものは舞台上に登場しない。今日では稀に古式に則った演出で上演される際にこれを見ることができる。2014年11月に国立能楽堂で上演された『葵上』はこの古式によっていた。